# Iten

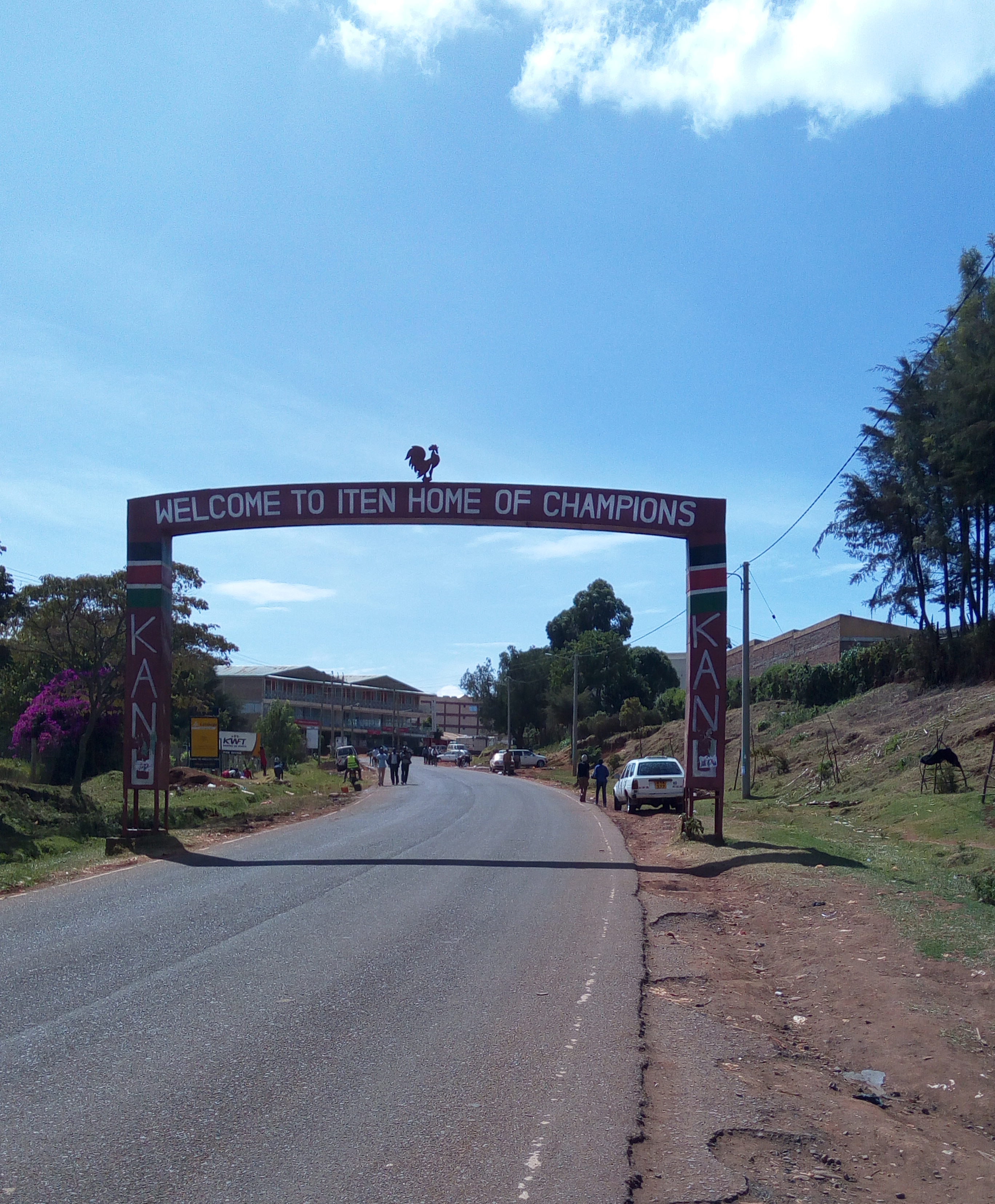
Entrén till Iten.

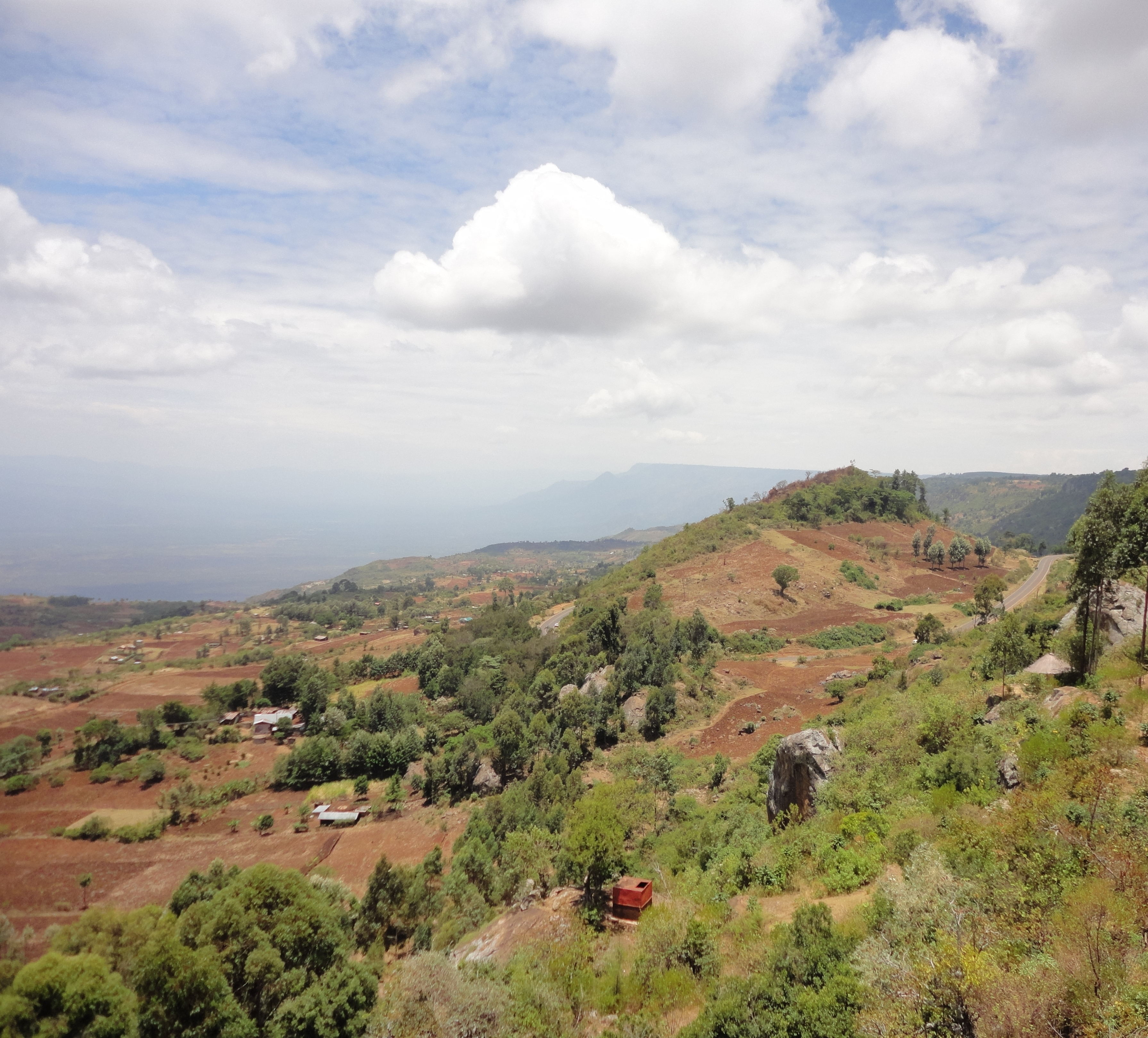
Iten.

Iten är huvudort i distriktet Keiyo i provinsen Rift Valley i Kenya. År 1999 hade staden cirka 4 000 invånare.
St. Patrick's High School ligger i Iten. Skolan har under de senaste 30 åren producerat långdistansidrottare i världsklass. Alumner inkluderar Ibrahim Hussein, vinnare av tre Boston Marathons och ett New York City Marathon; 
Peter Rono, olympisk guldmedaljör 1988 på 1 500 meter; Wilson Boit Kipketer, världsmästare 1997 och 2000 OS-silvermedaljör på 3 000 meter hinder; Matthew Birir, OS-guldmedaljör 1992 vid 3 000 meter hinder; och David Rudisha, OS-guldmedaljör 2012 och 2016 och världsrekordhållare på 800m. 
Den världsberömda långdistanslöperskan Agnes Tirop tränade vid Iten, och hon är begravd där.